# Binding-Brauerei

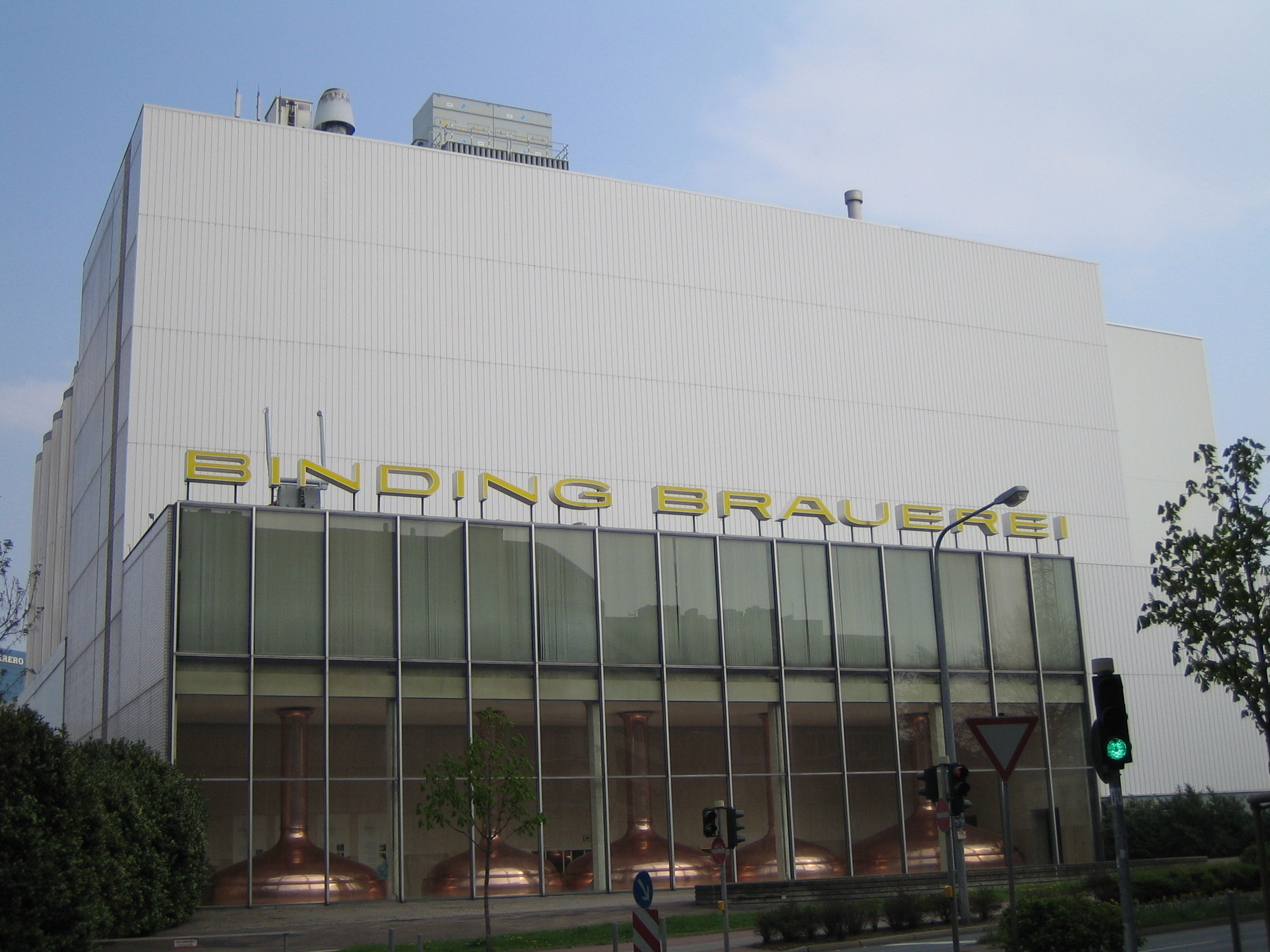
Binding-Brauerei

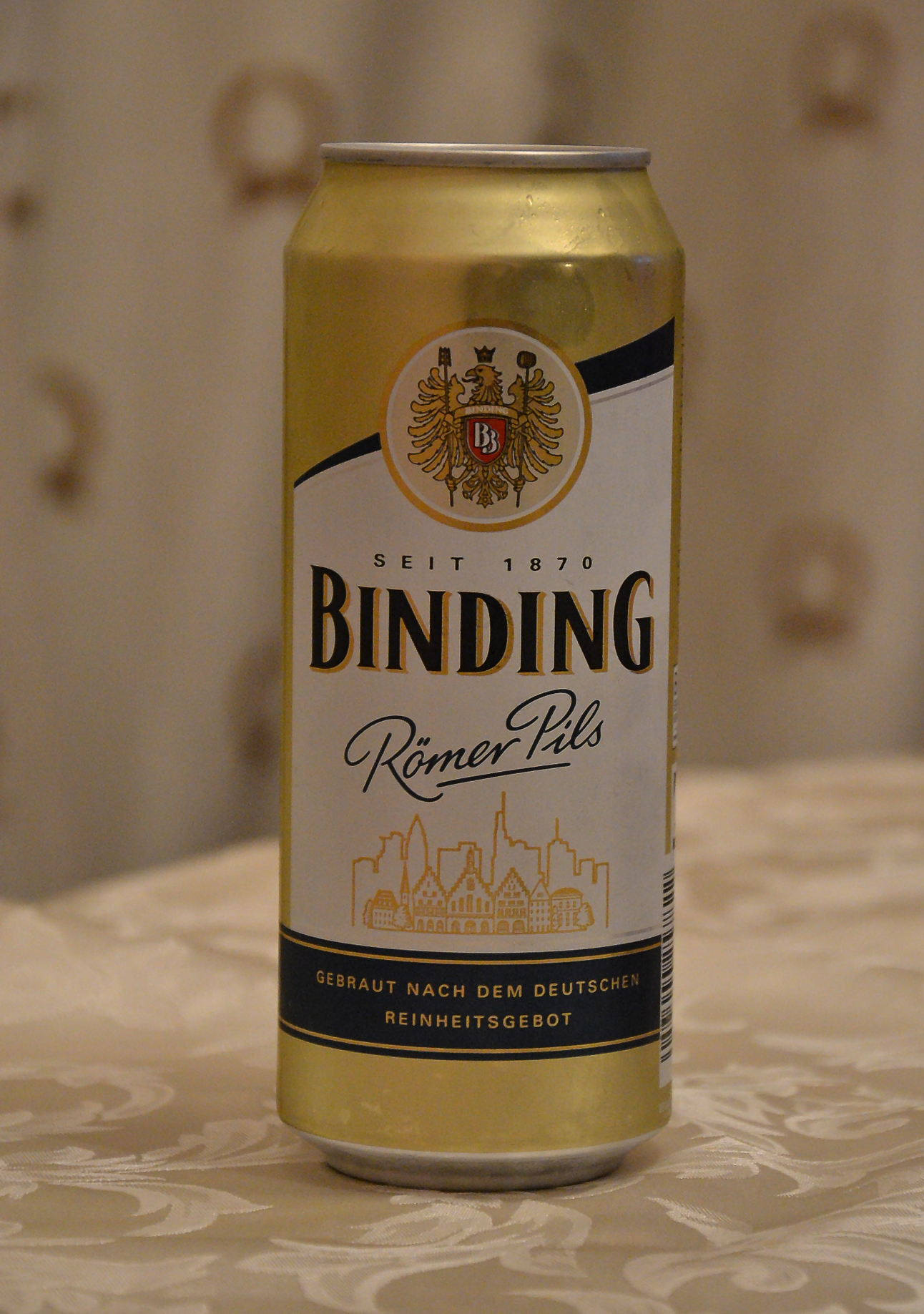
Binding Römer Pils

A Binding-Brauerei AG é uma cervejaria em Frankfurt am Main, estado.

## História
Seu fundador, Conrad Binding, foi um tanoeiro e cervejeiro, que em 1870 adquiriu uma pequena cervejaria na cidade velha de Frankfurt, que mudou em 1881 para o Sachsenhäuser Berg, na Darmstädter Landstraße. Lá construiu uma cervejaria nova e moderna, que converteu em 1884 em uma sociedade por ações.
Depois que em 1919 a Actien-Brauerei Homburg v. d. Höhe foi adquirida pela Cervejaria Binding, esta se fundiu em 1921 com a Hofbierbrauerei Schöfferhof de Mainz e a Frankfurter Bürgerbrauerei com a Schöfferhof-Binding Bürgerbräu AG. Em 1939 o perfurado o primeiro barril da marca registrada ainda bem conhecida "Römer Pils". A cervejaria foi destruída durante a Segunda Guerra Mundial por um ataque aéreo em 70 por cento.
A cervejaria faz parte da empresa familiar Dr. August Oetker KG desde 1953.
É atualmente a maior cervejaria em Hessen e emprega cerca de 500 pessoas nas instalações de aproximadamente 56.000 m².
Sua marca mais conhecida é uma águia estilizada, porueue a cidade de Frankfurt am Main também tem uma águia em seu escudo.

### Cervejarias adquiridas
Desde a década de 1960 a cervejaria expandiu-se significativamente em Rheinland-Pfalz, Hessen e norte de Baden. Diversas cervejarias, algumas com problemas econômicos agudos, foram tomadas e, na maioria dos casos, imediatamente fechadas. Duas marcas atuais (Schöfferhofer, Clausthaler) vêm dessas cervejarias. Por enquanto este desenvolvimento foi concluído com a aquisição da marca e dos direitos de distribuição da outra grande cervejaria de Frankfurt, a cervejaria vizinha Henninger-Bräu.
- [Unionbrauerei Groß-Gerau]] (fechada em 1967)
- Engelbräu Heidelberg (fechada em 1967)
- Brauerei Schrempp-Printz Karlsruhe (fechada em 1970)
- Brauerei Heinrich Fels Karlsruhe (fechada em 1971)
- Brauerei Schöfferhof Mainz (fechada em 1971)
- Brauerei Engelhardt Bad Hersfeld (fechada em 1973)
- Germania-Brauerei Wiesbaden (adquirida da Henninger 1972, fechada em 1973)
- Oranien-Brauerei Dillenburg (fechada em 1974)
- Brauerei Nicolay Hanau (fechada em 1974)
- Bayerische Aktien-Bierbrauerei Aschaffenburg (fechada em 1975)
- Gesellschaftsbrauerei Homberg/Efze (fechada em 1976)
- Schwanenbräu Groß-Umstadt (fechada em 1976)
- Schwanenbrauerei Kleinschmitt Schwetzingen (fechada em 1978)
- Caspary-Brauerei, Trier (adquirida em 1978, fechada em 1983)
- Städtische Brauerei Clausthal (fechada em 1978)
- Guntrum-Bräu Bensheim (fechada em 1979)
- Aktienbrauerei Ludwigshafen (fechada em 1979)
- Murgtal-Brauerei Degler Gaggenau (fechada em 1982)
- Fecher-Bräu Seligenstadt (fechada em 1983)
- Mainzer Aktien-Bierbrauerei (adquirida em 1969, fechada em 1983)
- Städtische Brauerei Northeim (fechada em 1984)
- Frankfurter Brauhaus AG (fechada em 1987)
- Prinz-Bräu, vorm. Brauerei Steinhäusser Friedberg/Hessen (k. A.)
- Brauerei Habereckl Mannheim (fechada em 1993)
- Bayerische Brauerei Schuck-Jaenisch Kaiserslautern (fechada em 1993)
- Herkules-Brauerei Kassel und deren Marke Schöfferhof (adquirida em 1972, fechada em 1999)
- Brauhaus J. Wörner Erbach (adquirida em 1988, fechada em 2006)
- Henninger-Bräu (adquirida/fechada 2001/2002)

## Produtos
- Binding Adler-Pils
- Binding Export
- Binding Export Privat (für die Gastronomie)
- Binding Lager
- Binding Römer Pils
- Braumeisters Kraftmalz
- Carolus Doppelbock (von September bis März erhältlich)
- Clausthaler Classic alkoholfrei
- Clausthaler Extra Herb alkoholfrei
- Clausthaler Radler alkoholfrei
- Henninger Export
- Henninger Kaiser Pilsner
- Henninger Radler
- Schöfferhofer Weizen – Weißbier, erhältlich als helles und dunkles Hefe-Weizen, Kristallweizen und als alkoholfreies Hefe-Weizen sowie als Biermischgetränk mit Grapefruit, Kaktusfeige, Birne-Ingwer (bis 2015), seit 2012 Weizen Sprizz (Bitterorange) und seit 2014 Zitrone und Granatapfel+Guarana.
- Habereckl Märzen